# 淡米尔之声
《淡米尔之聲》是一份在新加坡发行的淡米尔语报纸。《淡米尔之聲》原本是一份家庭报纸，后来于1995年由发行所有新加坡本地语言报纸的新加坡报业控股接手经营。《淡米尔之声》是新加坡目前唯一仍在發行的淡米尔语报纸。

## 歷史
《淡米尔之聲》的創辦人是淡米尔维尔·哥温达萨米。沙蘭迦巴尼於1924年來到新加坡。1934年7月6日，他創辦了《淡米尔之聲》。他也創辦了《Munnertram》（進步）、《Sirthirutham》（改革），以及英文刊物《The Indian Daily Mail》等多份刊物。
為了配合當時淡米爾社群經濟狀況普遍較為低落的現實，《淡米尔之聲》初期每份定價僅為1分錢。自1937年起，該報由每週一期改為每日發行。沙蘭迦巴尼主張與佩里亞（Periyar）相似的理念，譴責來自英國殖民政府與馬來人社會的歧視，並呼籲提升工人的勞工權益，以及改變新加坡淡米爾人的政治地位。《淡米尔之聲》的出現，也打破了當時由受英文教育的上層婆羅門階級壟斷新加坡淡米爾新聞界的局面。

### 大事記
- 1952年：學生副刊《學生之聲》創刊。
- 1963年：自日據時期以來首次因勞工動盪而中斷運作[4]。
- 1991年：新加坡報業控股開始負責《淡米尔之聲》的發行工作。
- 1993年：家族經營的出版公司 Hipro Printing 正式註冊成立，為《淡米尔之声》的出版單位。
- 1995年：新加坡報業控股與時代出版集團（Times Publishing）共同收購 Hipro Printing[5]。《淡米尔之聲》因此成為新加坡最後一份非新加坡報業控股擁有的日報[6]。
- 1999年：青少年版面《青年之聲》推出。
- 2000年：《淡米尔之聲》網站正式上線。
- 2004年：新加坡報業控股買下 Times Publishing 所持有的 Hipro 股份，Hipro 成為新加坡報業控股全資子公司。
- 2005年：Hipro Printing 更名為《淡米尔之聲》。

- 2008年：英語週刊《tabla!》創刊，為《淡米尔之聲》旗下發行的免費刊物。

- 2017年：為學齡前兒童推出的雙週副刊《兒童之聲》創刊[7]。同年，《淡米尔之聲》併入新加坡報業控股的英語／馬來語／淡米爾語媒體集團。
- 2019年：《淡米尔之聲》網站改版上線。

- 2021年：《淡米尔之聲》慶祝創刊85週年，並開始向全新加坡各校分發《學生之聲》。

## 內容
《淡米尔之聲》長期以來提供有關印度社群的新聞。該報也刊載各類資訊，包括本地新聞、國際新聞、體育消息及娛樂內容等。
新加坡本地新聞、國際新聞、體育新聞以及娛樂內容等，都會刊登於《淡米尔之聲》中。此外，報社鼓勵本地作家創作，定期於每週日刊載他們的詩作與故事。每逢星期一，《學生之聲》專版為學生而設，從小學到中學的學生皆可投稿發表文章。每週四則推出《青年之聲》，專為青少年讀者而設，內容涵蓋青年成就與他們面對的問題等話題。報紙也每日刊登淡米爾語學習教材。
根據2004年的統計數據，《淡米尔之聲》平日的日均銷量為8,504份，週日則達到18,232份。

## 英語週刊
《淡米尔之聲》自2008年10月10日起創辦並發行自有的免費英語週刊《tabla!》。